# Ana Freire Veiga
Ana Freire (Rábade, 1983) es una ingeniera y doctora en informática española que ejerce como docente e investigadora en la Universidad Pompeu Fabra y como Vicedecana de Impacto Social e Innovación Académica en la UPF Barcelona School of Management. Es experta en Inteligencia Artificial y Salud Mental y dirige el proyecto STOP, que presta ayuda a usuarios con problemas de salud mental en redes sociales, a través del análisis de datos. Es también la fundadora de un proyecto educativo para promover las carreras STEM entre las más jóvenes:Wisibilízalas.

## Trayectoria
Ana Freire es ingeniera y doctora en informática por la Universidad de La Coruña. Trabajó en diversas instituciones y empresas, como la Universidad de Glasgow, el Centro Nacional de Investigación de Italia o Yahoo Labs. Desde septiembre de 2015 es profesora e investigadora de la UPF, donde dirige el Centro de Estudios de Sostenibilidad.
Con su investigación aplica la tecnología en general y la inteligencia artificial en particular a problemas sociales, como la salud mental. Lidera el proyecto STOP (Prevención del Suicidio en Plataformas SoCiales) cuyo objetivo es la detección de enfermedades mentales en las redes sociales. También trabaja para analizar datos para comprender mejor algunas enfermedades neurológicas, como la esclerosis múltiple.
Es fundadora de Wisibilízalas, concurso internacional cuyo objetivo es romper con los estereotipos asociados a las carreras científicas y tecnológicas, potenciando referentes femeninos entre los estudiantes y promoviendo el uso de la tecnología y el trabajo en grupo.

## Reconocimientos
- Premio Talento Joven Femenino 2019 de la Fundación Real Academia de Ciencias.[8]
- Premio Ada Byron Joven 2019 de la Universidad de Deusto.[9]
- Premio CPEIG Ada Byron en 2021.[10]

En 2019 la Universitat Politècnica de València (UPV) y el centro de innovación Las Naves del Ayuntamiento de València, con la colaboración de la Fundación Española para la Ciencia y la Tecnología (FECYT) del Ministerio de Ciencia e Innovación, llevaron a cabo un proyecto, ‘Dones de Ciència’, para: «visibilizar y rendir tributo a mujeres de referencia en sus respectivas áreas y denunciar las consecuencias de la desigualdad de género, tanto en la construcción de vocaciones científicas e investigadoras, como en el desarrollo de las carreras profesionales de las mujeres en estas áreas». Ana Freire Veiga, es una de las mujeres de ciencia que formaron parte de este proyecto. Su mural, se ubica en el CEIP Tomás de Villarroya de Valencia, y es obra de la artista Mª Antonieta Canfield.
El mural fue presentado por la propia investigadora el 14 de diciembre de 2021.